# Adinolepis eumana
Adinolepis eumana is een keversoort uit de familie Cupedidae. De wetenschappelijke naam van de soort is voor het eerst geldig gepubliceerd in 1959 door Neboiss.